# Men at Work

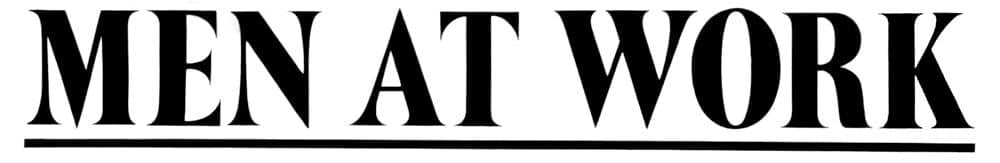
Logo-ul oficial al formației Men at Work de pe albumul lor de studio Business as Usual lansat în anul 1981.

Men at Work este o trupă australiană de rock cu influențe reggae, new wave și pop care a avut succes internațional în anii 1980. Sunt cunoscuți mai ales pentru cel mai mare hit al lor, Down Under, care a fost ulterior introdus în 2003 în filmul Kangaroo Jack. În 2012, a murit flautistul formației, Greg Ham. În 2019, Colin Hay, frontman-ul formației, a reînviat numele de Men at Work dar cântă de atunci fără niciun membru fondator/original al formației.